# Kurnell, New South Wales

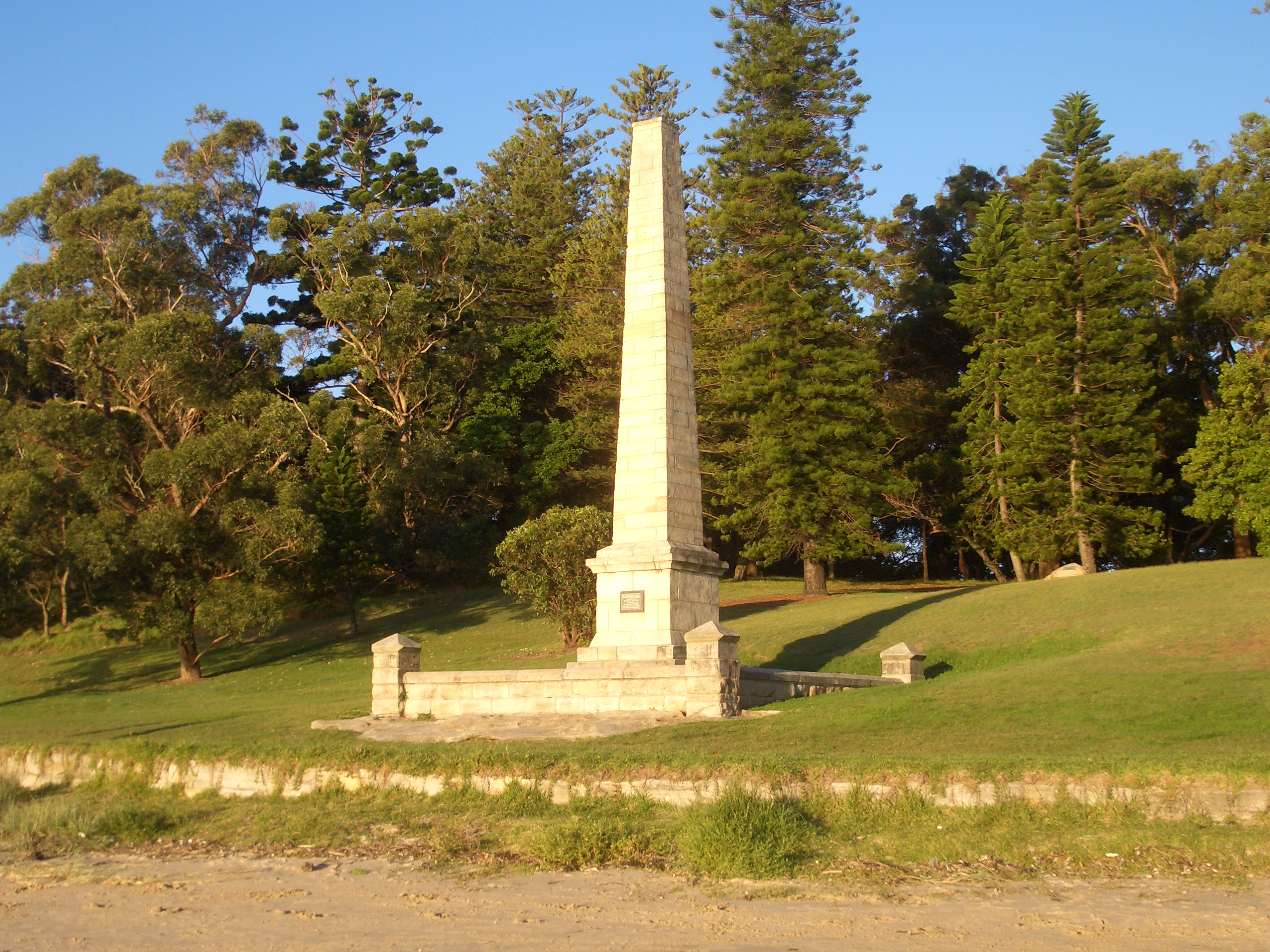

Kurnell este o suburbie în Sydney, Australia.

## Istorie
Kurnell e considerată a fi 'locul nașterii al Australiei moderne', fiind locul unde căpitanul James Cook a ancorat în data de 29 aprilie 1770 pe vasul său, Endeavor. 

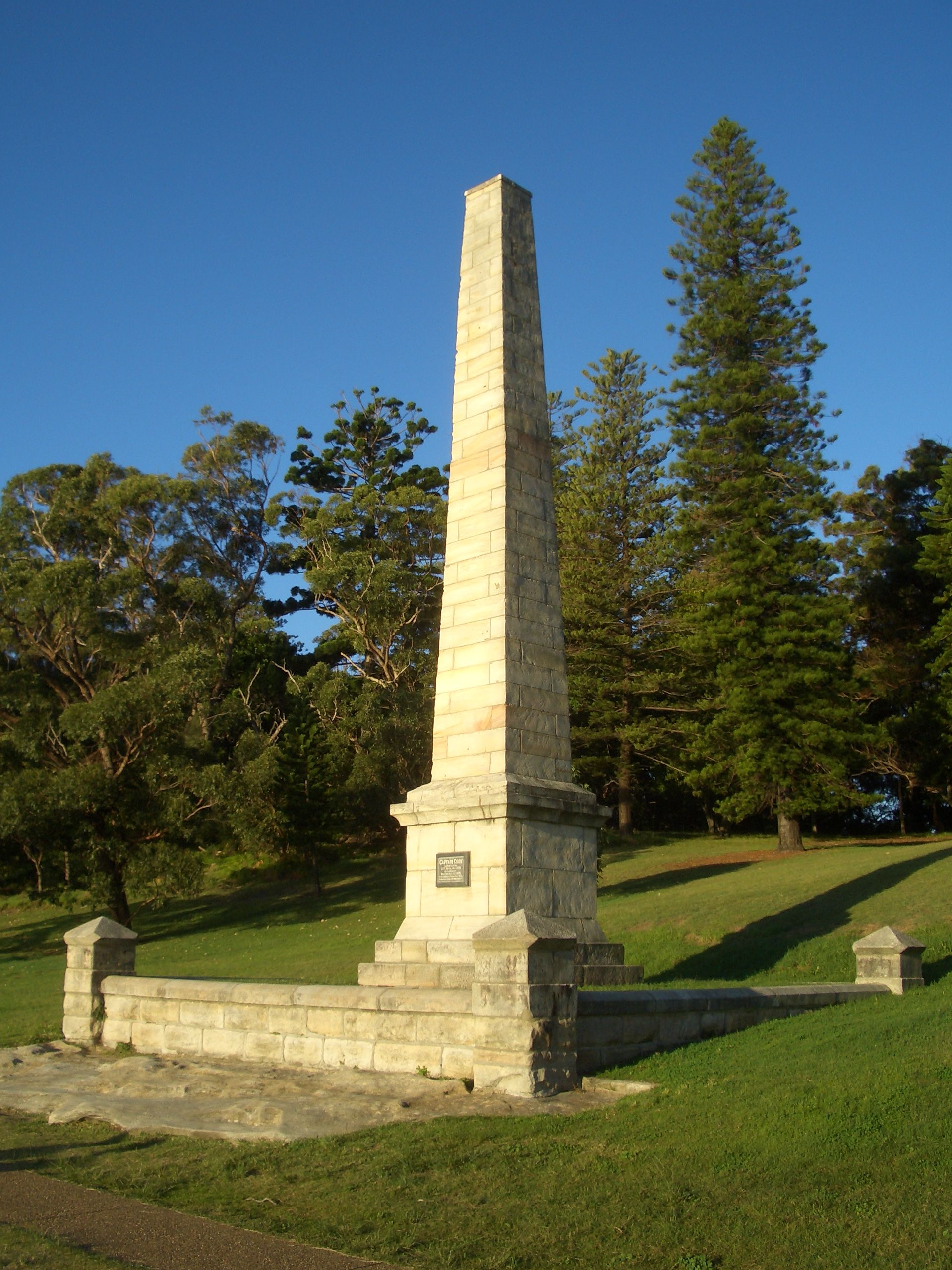
Obeliscul în memoria căpitanului Cook
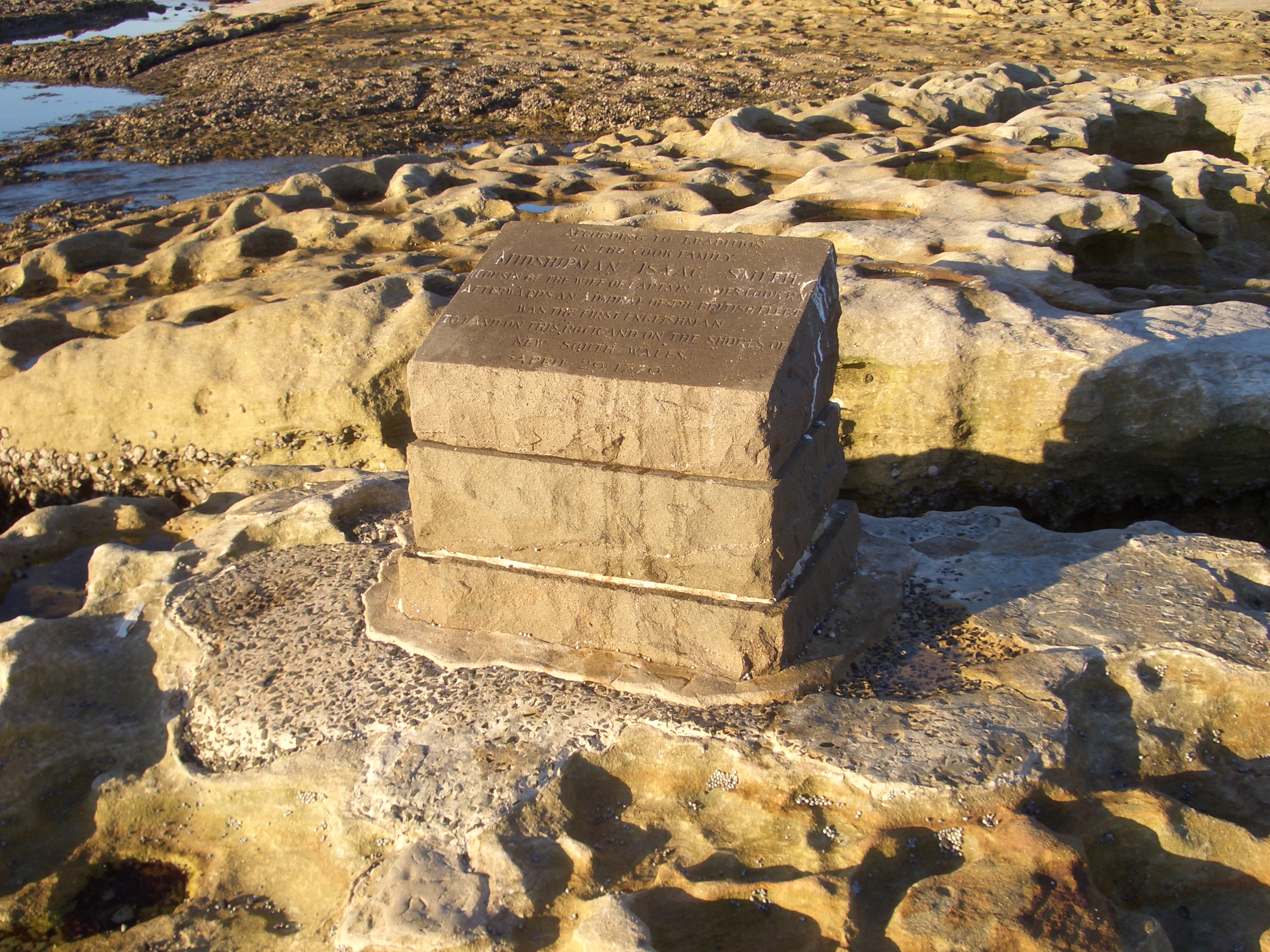
Monumentul ancorării căpitanului Cook
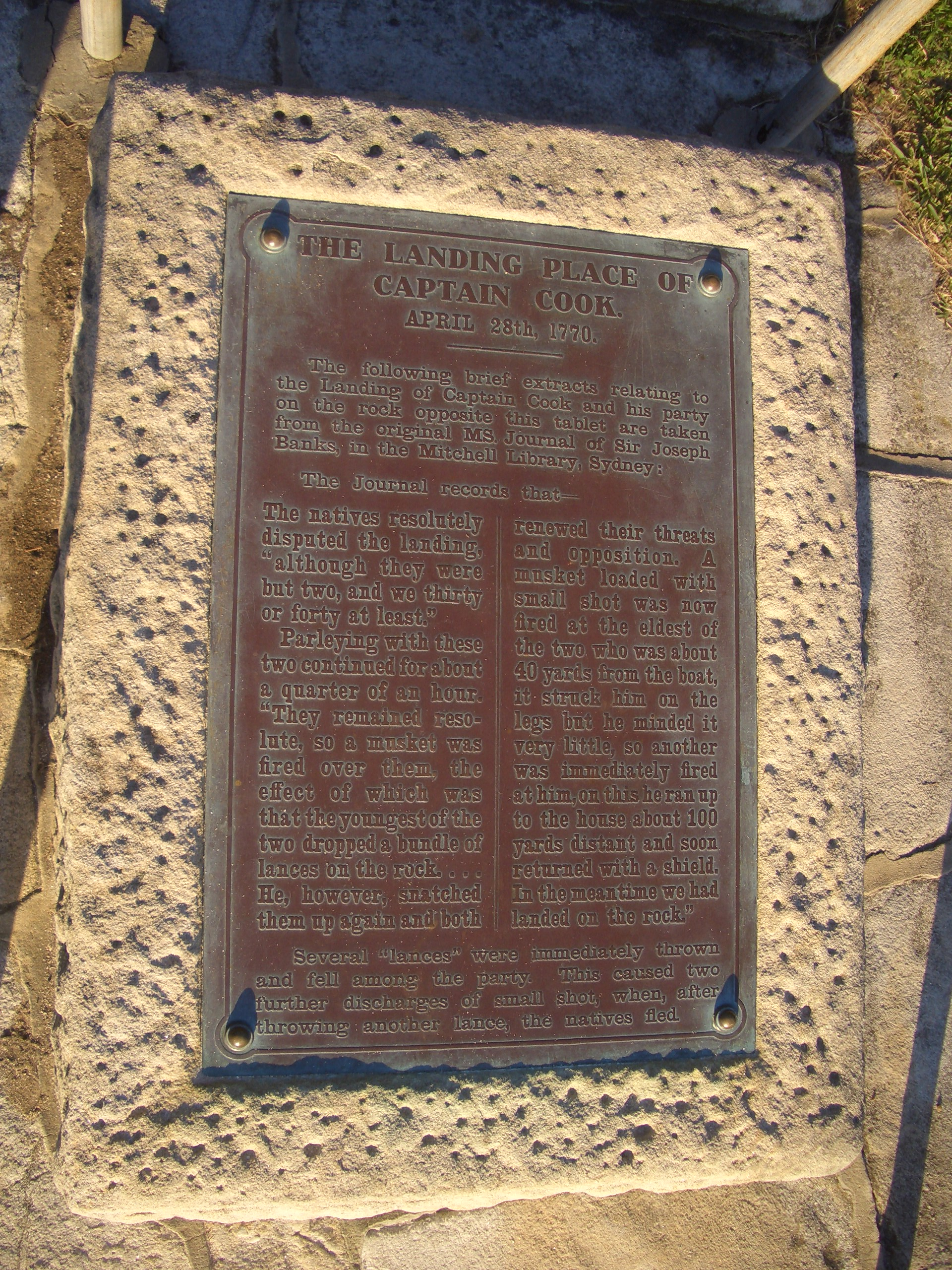
Placa comemorativă în locul ancorării căpitanului Cook
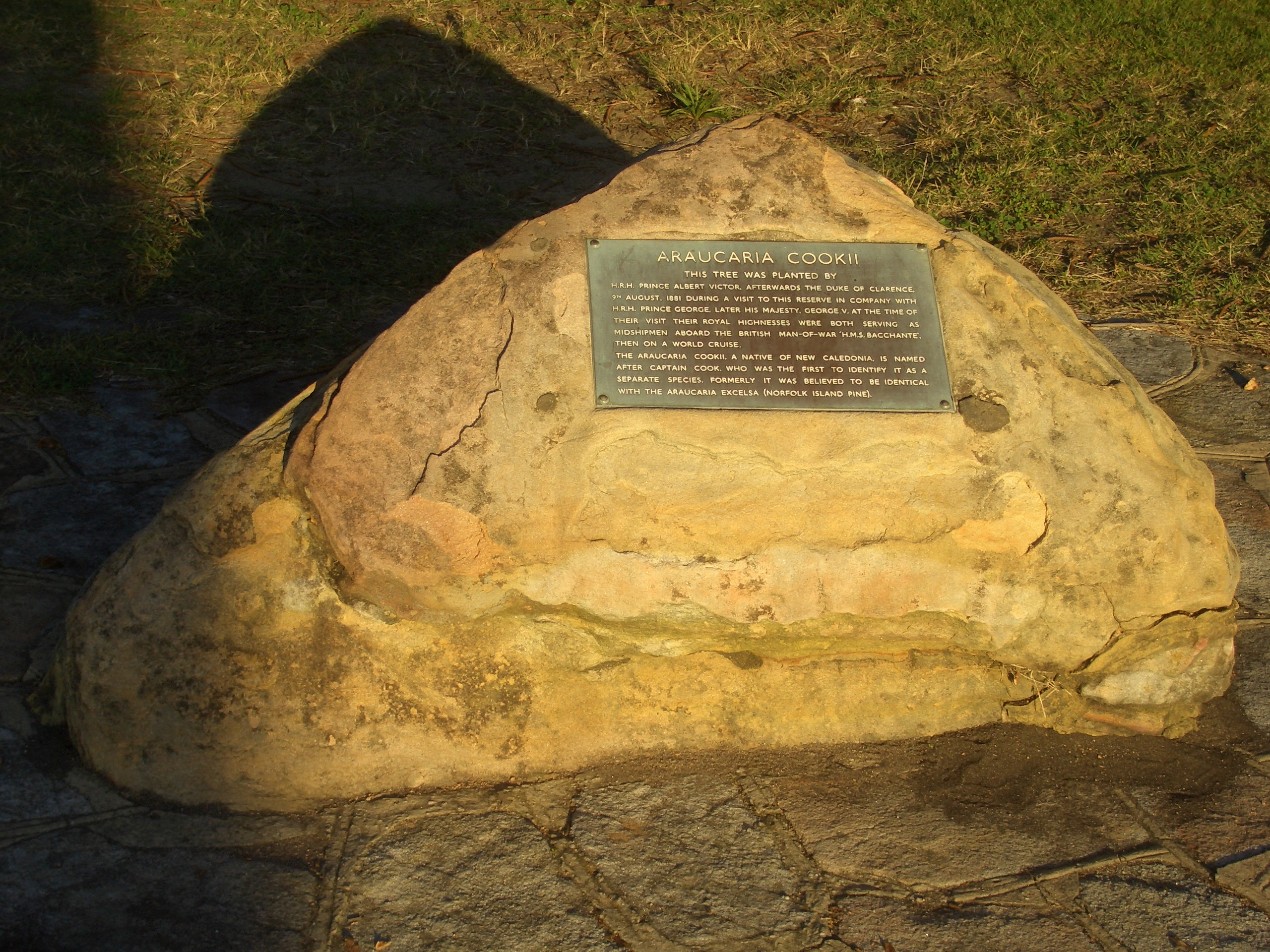
Placa comemorativă pentru copacul lui Cook